# Maleyka Abbaszadeh
Maleyka Abbaszadeh, née à Bakou en 1953, est une mathématicienne et femme politique azerbaïdjanaise. Elle est présidente de la Commission nationale d'admission des étudiants d'Azerbaïdjan.

## Biographie
Maleyka Abbaszadeh est née à Bakou en 1953. En 1975, elle est diplômée de l'Université d'État de Moscou. En 1994, elle a été nommée vice-présidente de la Commission d'admission des étudiants de l'État.
En 2011, le député Fəzail Ağamalı estime qu'elle enfreint la loi en intervenant au ministère de l'éducation, et en 2013, il la décrit comme arrogante et carriériste.
En 2016, elle est nommée présidente du conseil d`administration du centre d’État des examens. Durant son mandat, elle propose un système d'examens d'entrée en université payants.

### Vie privée
Elle a deux enfants, dont la présentatrice de télévision Nargiz Birk-Petersen, et cinq petits-enfants.